# 圣卡塔尔多
圣卡塔尔多（義大利語：San Cataldo），是意大利卡尔塔尼塞塔省的一个市镇。总面积75平方公里，人口23359人，人口密度311.5人/平方公里（2009年）。ISTAT代码为085016。

## 地理
圣卡塔尔多坐落于丘陵地带之中，海拔高度625米，建成区向北拓展，地处塞拉迪法尔科、穆索梅利、卡尔塔尼塞塔三镇之间，位于一个高原老矿区Solfifero Siciliano内。距离阿格里真托63公里、卡尔塔尼塞塔9公里、恩纳50公里、拉古萨150公里。唯一一条横贯市镇的河流“Salito”,由圣卡泰里纳维拉尔莫萨的地下水产生的不同水源形成。位于Portella del Tauro和Babbaurra之间的高原居住区内含有丰富的井水资源且部分可直接饮用。

### 气候
圣卡塔尔多的气候类型属于地中海式气候，夏干冬雨。空气清澈，虽然海拔高，但是天气非常温暖。冬季时，温度很少低于零摄氏度且降雪稀少。夏季时，天气炎热干燥，几乎每年都有超过四十摄氏度的高温天气。